# 硅烯 (单质)
硅烯（英語：Silicene）是一种类似于石墨烯一样有着六边形蜂窝结构的硅单质。但是与石墨烯不同，硅烯并不是完全的平面，它有着周期性的弯曲的拓扑。硅烯层间的耦合较石墨烯的要强出许多，同时其氧化物，2D氧化硅同氧化石墨烯相比有着截然不同的化学结构。尽管理论研究者推测存在这种物质并猜测了它的性质，研究者在十多年之后的2010年才观测到了具有这种结构的硅单质。